# Episodi di New York New York (seconda stagione)
La seconda stagione della serie televisiva New York New York è andata in onda negli Stati Uniti dal 25 ottobre 1982 al 9 maggio 1983 sulla rete CBS. 
| nº | Titolo originale                     | Titolo italiano                 | Prima TV USA     | Prima TV Italia |
| -- | ------------------------------------ | ------------------------------- | ---------------- | --------------- |
| 1  | Witness to an Incident               | Testimone oculare               | 25 ottobre 1982  |                 |
| 2  | One of Our Own                       | Uno dei nostri                  | 1º novembre 1982 |                 |
| 3  | Beauty Burglars                      | Riccioli e rapine               | 8 novembre 1982  |                 |
| 4  | High Steel                           | Il grattacielo della morte      | 15 novembre 1982 |                 |
| 5  | Hot Line                             | Linea che scotta                | 22 novembre 1982 |                 |
| 6  | Internal Affairs                     | Il traditore                    | 29 novembre 1982 | 3 ottobre 1983  |
| 7  | Mr. Lonelyhearts                     | Il signor cuorisolitari         | 6 dicembre 1982  |                 |
| 8  | Conduct Unbecoming                   | Comportamento indecoroso        | 13 dicembre 1982 |                 |
| 9  | I'll Be Home for Christmas           | Natale in famiglia              | 20 dicembre 1982 |                 |
| 10 | Recreational Use                     | Per uso ricreativo              | 27 dicembre 1982 |                 |
| 11 | Hopes and Dreams                     | Speranze e sogni                | 10 gennaio 1983  |                 |
| 12 | The Grandest Jewel Thief of Them All | Il più grande ladro di gioielli | 17 gennaio 1983  |                 |
| 13 | Affirmative Action                   | Delitto a sorpresa              | 24 gennaio 1983  |                 |
| 14 | Open and Shut Case                   | Un caso di facile soluzione     | 31 gennaio 1983  |                 |
| 15 | Jane Doe #37                         | Niente fiori per lei            | 14 febbraio 1983 |                 |
| 16 | Date Rape                            | Violenza e pregiudizi           | 21 febbraio 1983 |                 |
| 17 | Burn Out                             | Una breve fuga                  | 7 marzo 1983     |                 |
| 18 | Chop Shop                            | Uno scomodo ostaggio            | 14 marzo 1983    |                 |
| 19 | Let them eat pretzels                | Immunità diplomatica            | 21 marzo 1983    |                 |
| 20 | The gang's all here                  | Giustizia o vendetta            | 28 marzo 1983    |                 |
| 21 | A cry for help                       | Un grido d'aiuto                | 2 maggio 1983    |                 |
| 22 | The informant                        | L'informatore                   | 9 maggio 1983    |                 |

## Testimone oculare
- Titolo originale: Witness to an incident
- Diretto da: Alexander Singer
- Scritto da: Paul L. Ehrmann, April Smith, Robert Crais, Jeffrey Lane e Frank Abatemarco

### Trama
“Il fatto è che quella pistola c'era e tu non l'hai vista. E se non l'hai vista questa volta, forse non la vedrai neanche la prossima.”
Cagney e Lacey entrano in forte conflitto quando le loro testimonianze, relative all'uccisione di un uomo da parte del giovane agente Jerry Mead, a seguito di una rapina, non coincidono. Per Cagney, la vittima, che faceva parte di un comitato che pattuglia le strade di quartiere per garantire una maggiore sicurezza ai cittadini, aveva una pistola in mano quando Jerry ha sparato. Mary Beth, invece, causa il buio del vicolo in cui si è svolta la colluttazione, non ha visto l'arma. Cagney accusa la collega di fare la poliziotta come ripiego, Mary Beth fa presente a Chris di essere ingiusta, ma al contempo è molto preoccupata per la sorte di Jerry che potrebbe essere cacciato dalla polizia se la sua testimonianza trovasse riscontro nei fatti. Occorre rintracciare il rapinatore che è riuscito a fuggire.

## Uno dei nostri
- Titolo originale: One of our own
- Diretto da: Reza Badiyi
- Scritto da: April Smith e Robert Crais

### Trama
"Vogliamo l'assassino quanto voi. Chi uccide uno di noi, uccide tutti noi!"
Il poliziotto Joe Manelli viene accidentalmente ucciso in un ristorante cinese, colpito alle spalle. Il tenente Samuels dà incarico a tutta la squadra di indagare su Manelli per capire chi poteva avere interesse alla sua morte. Durante le indagini Cagney scopre che in realtà Joe è stato ucciso per sbaglio, perché l'obiettivo del killer era un'altra persona. Mary Beth e Harvey sono alle prese con problemi di riorganizzazione familiare nella gestione dei figli, ora che Harvey ha ripreso a lavorare. Chris scopre che Isbecki sta organizzando una squadra di softball del distretto ed è esaltata all'idea di prenderne parte. Isbecki però non la pensa allo stesso modo.

## Riccioli e rapine
- Titolo originale: Beauty burglars
- Diretto da: Ray Danton
- Scritto da: April Smith, Robert Crais, Patt Shea e Harriett Weiss

### Trama
“Farà bella figura sul nostro curriculum.” “Ma quale curriculum! Qui si sta parlando di gloria, mia cara.”
Cagney e Lacey sono a capo di una squadra incaricata di scoprire una coppia di ladri che, travestiti da poliziotti, rapinano le ricche signore che frequentano parrucchieri di lusso. Chris è estremamente motivata ed esaltata dall'opportunità, pronta a ripagare con un ottimo lavoro la fiducia che il tenente Samuels ha riposto in lei. Mary Beth è alle prese con i preparativi del matrimonio della sua amica d'infanzia Theresa, prossima alle seconde nozze con un altolocato medico. La differente condizione sociale di Theresa rispetto alla sua, crea qualche disagio a Harvey.

## Il grattacielo della morte
- Titolo originale: High steel
- Diretto da: Reza Badiyi
- Scritto da: Rogers Turrentine

### Trama
"Non è stata una disgrazia. Dan non è caduto per una disattenzione. È stato buttato giù!"
Un operaio precipita da un grattacielo in costruzione, in un cantiere. La vittima era un conoscente di Harvey che, parlando con alcuni suoi ex colleghi, si convince che non si tratta di un incidente. Mary Beth decide di indagare: forse in quel cantiere si usano materiali scadenti e non a norma. Un secondo operaio che aveva litigato furiosamente con la prima vittima, viene trovato ucciso in un cassonetto della spazzatura. L'omicidio dà conferma ai sospetti della polizia. Chris è alle prese con il footing mattutino per dimagrire: l'ardua sfida è battere un giovane e velocissimo orientale che incontra quotidianamente al semaforo, mentre si reca in ufficio di corsa.

## Linea che scotta
- Titolo originale: Hot line
- Diretto da: Leo Penn
- Scritto da: Frank Abatemarco

### Trama
“Si vede che le ragazze sono in pausa e parlano con i mariti e i fidanzati. Tu non parli così con Harvey?”
Una ragazza viene trovata strangolata. È la terza vittima in poche settimane. Gli omicidi all'apparenza non hanno alcun elemento in comune. Il tenente Samuels, sotto pressione ed in crisi con la moglie, è invece convinto che il killer sia uno solo ed impiega tutta la sua squadra sul caso, scontrandosi fortemente con l'ambizioso vice ispettore Marquette. Una linea telefonica erotica per adulti presso cui hanno lavorato sotto falso nome tutte e tre le vittime sembra dare ragione alle intuizioni di Samuels.

## Il traditore
- Titolo originale: Internal affairs
- Diretto da: Alexander Singer
- Scritto da: Steve Greenberg, Joanne Pagliaro e Aubrey Solomon

### Trama
“Non trovo sia divertente spiare i propri colleghi!”
La Sezione Affari Interni incarica Cagney e Lacey di indagare nella squadra del 14º distretto, perché c'è il forte sospetto che ci sia un traditore. Cagney e Lacey dapprima rifiutano, poi, messe alle strette, sono costrette a pedinare i loro colleghi e amici, compreso il tenente Samuels, con conseguenze difficili nei rapporti personali. Charlie, il padre di Chris, ha ricevuto un'importante offerta per lavorare come corriere per una società di Wall Street. L'occasione fa emergere alcuni particolari sconosciuti sul suo passato da poliziotto che spiazzano la figlia.

## Il signor cuorisolitari
- Titolo originale: Mr. Lonelyhearts
- Diretto da: James Sheldon
- Scritto da: Jeffrey Lane

### Trama
“Lei è mia moglie e nessuna bugia potrà cambiare questa realtà!”
L'anziano Ed Waits si presenta al 14º distretto per denunciare la scomparsa della giovane moglie, da diverso tempo a New York per delle cure mediche. Nel corso delle indagini Cagney e Lacey scoprono non solo che la donna ha dei precedenti per prostituzione ma anche che, poco tempo prima delle nozze con Waits, aveva sposato un altro anziano signore. Waits però non crede che la moglie sia una truffatrice, anzi è convinto sia manipolata da un uomo che dice di essere suo zio. Chris è alle prese con il corteggiamento insistente dell'affascinante Frank, ma ha paura ad impegnarsi in una nuova relazione sentimentale.

## Comportamento indecoroso
- Titolo originale: Conduct unbecoming
- Diretto da: Alexander Singer
- Scritto da: Rogers Turrentine

### Trama
"Rimane il fatto che si è comportato scandalosamente e non ha nemmeno il beneficio del dubbio!"
Per sgominare un traffico d'armi, Cagney e Lacey si affidano, nonostante le perplessità di Samuels, alla collaborazione di un giovane ed abile agente della squadra anticrimine, Charles Stephens. Quando però inizia a circolare per il distretto una rivista porno gay contenente foto imbarazzanti di Charles nudo, fatte comunque prima di entrare in servizio, il clima si fa piuttosto pesante. Cagney e Lacey sono costrette a rivedere il loro piano d'azione, in seguito alla sospensione di Charles che però vuole continuare ad essere della partita, ora che è a un passo dal risolvere il caso. Un possibile biglietto vincente della lotteria, condiviso da tutta la squadra, aggiunge ulteriore agitazione al distretto.

## Natale in famiglia
- Titolo originale: I'll be home for Christmas
- Diretto da: Burt Brinckerhoff
- Scritto da: Robert Crais

### Trama
“Ma cosa sta succedendo?” “Stanno inseguendo Babbo Natale!”
È la vigilia di Natale e al 14º distretto tutti gli agenti sono pronti a festeggiare in famiglia. Petrie è in forte agitazione perché la moglie Claudia deve partorire: un'emorragia obbliga i medici a fare un cesareo. Chris ha in programma, a casa sua, una cena romantica con il sergente Dory McKenna con cui esce da un po' di tempo. Isbecki ha prenotato una vacanza con i suoi figli; La Guardia deve partecipare ad un concerto musicale con l'amica Doris che, nell'attesa che si liberi, viene ospitata nell'ufficio di Samuels che la intrattiene amichevolmente. Il rilascio accidentale di Ralph Barbinski, un ladro travestito da Babbo Natale, scombussola però i progetti di tutti.

## Per uso ricreativo
- Titolo originale: Recreational use
- Diretto da: Alexander Singer
- Scritto da: April Smith

### Trama
"Non fare la finta tonta, Chris. Se quell'uomo si droga ci sarà un motivo!"
I suicidi apparenti di due anziani residenti in condomini fatiscenti di proprietà dell'immobiliarista Leonard Nolan e il terzo caso di un altro anziano ritrovato nel suo appartamento in condizioni gravi, stante la cronica mancanza di riscaldamento, insospettiscono la polizia. Cagney e Lacey si trovano ad affiancare nelle indagini il sergente Dory McKenna della omicidi con cui Chris da un po' di tempo ha una relazione sentimentale. Quando Chris scopre che Dory, per essere sempre reattivo sul lavoro, fa uso di cocaina, la situazione si complica. Mary Beth mette in guardia Chris sulle sue responsabilità in merito. Petrie assilla tutti i suoi colleghi con i racconti relativi alla piccola appena nata di cui distribuisce con orgoglio sempre nuove fotografie.

## Speranze e sogni
- Titolo originale: Hopes and dreams
- Diretto da: Peter Levin
- Scritto da: Frank Abatemarco

### Trama
"Questa non è la mia bicicletta. Ce n'è una sola che voglio, quella che mi è stata rubata. Dovevate trovare quella e basta!"
La squadra del 14º distretto è chiamata ad indagare su una banda di ladri che svaligia interi appartamenti lasciandoli completamente vuoti. Il legame tra i diversi furti potrebbe essere un'impresa di pompe funebri. Chris prende a cuore, in particolare, il caso della giovane adolescente Jerri Grady, ragazza scorbutica e irascibile, costretta da due anni sulla sedia a rotelle a causa di un incidente e a cui è stata rubata la bicicletta donatale dai medici, per lei unica ragione rimastale per continuare a lottare nelle sue condizioni. Mary Beth è eccitata all'idea che, grazie ai suoi straordinari, Harvey potrà finalmente comprare per la casa un frigorifero nuovo super accessoriato. In realtà il regalo del marito sarà ben diverso dalle sue aspettative.

## Il più grande ladro di gioielli
- Titolo originale: The grandest jewel thief of them all
- Diretto da: Victor Lobl
- Scritto da: Michael Piller

### Trama
“Parlate tutti di Albert Grand come se fosse una stella del cinema. Quell'uomo è un ladro!”
Chris si trova ad indagare sul celebre ladro di gioielli Albert Grand e non nasconde una certa ammirazione per la classe e l'intelligenza con cui il criminale è solito agire. Ciò non le impedisce, tuttavia, di impiegare tutte le sue energie, fino a farne quasi un'ossessione, per riuscire finalmente ad incastrare un uomo che non è mai stato colto sul fatto ed è stato in prigione solo per evasione fiscale. Harvey rivede una sua vecchia fiamma.

## Delitto a sorpresa
- Titolo originale: Affirmative action
- Diretto da: Peter Levin
- Scritto da: Jeffrey Lane

### Trama
“Abbiamo un nuovo eroe nella squadra.”
Al distretto viene assegnata Diane Turner, un nuovo e giovane agente. Samuels la affianca a Cagney e Lacey nei pattugliamenti per le strade della città. Intervenendo in un condominio, generalmente frequentato da vagabondi e tossicodipendenti, dove si è verificato un incendio, le tre poliziotte trovano un cadavere di donna carbonizzato. Diane, da un particolare, ipotizza che la vittima sia stata uccisa prima dell'incendio. L'autopsia conferma le sue intuizioni e i colleghi non perdono occasione per esaltare le abilità della nuova arrivata, suscitando la reazione stizzita tanto di Lacey quanto soprattutto di Cagney.

## Un caso di facile soluzione
- Titolo originale: Open and shut case
- Diretto da: Nicholas Sgarro
- Scritto da: Terry Louise Fisher e Steve Brown

### Trama
“Fino a quando non la smetti di fuggire dalle conseguenze di quell'atto resterai una vittima, finché non andrai in Tribunale a deporre contro di lui tu rimarrai una vittima!”
Cagney e Lacey sono alle prese con un omicidio avvenuto in un locale durante una rissa tra turchi e armeni. Ben sei testimoni oculari hanno riconosciuto l'assassino. Il procuratore distrettuale vuole chiudere in fretta il caso, accettando anche un patteggiamento con l'avvocato della difesa, soprattutto alla luce della ricca fedina penale dell'imputato. Al processo però emerge una verità ben diversa dalle apparenze e Mary Beth fa di tutto perché venga rispettata. Le ragazze devono anche assistere Elizabeth Carter, mesi prima vittima di uno stupro da parte di quattro uomini ora in prigione grazie alla sua testimonianza. Purtroppo uno degli aggressori ha ottenuto la revisione del processo e Elizabeth è chiamata nuovamente a deporre ma non se la sente di far riemergere dal passato un evento che l'ha segnata in modo indelebile. Chris, non senza durezza, la invita però a superare il suo difficile ruolo di vittima. Chris si fa aiutare da Harvey per l'acquisto della sua nuova automobile.

## Niente fiori per lei
- Titolo originale: Jane Doe #37
- Diretto da: Stan Lathan
- Scritto da: Peter Lefcourt

## Violenza e pregiudizi
- Titolo originale: Date rape
- Diretto da: John Patterson
- Scritto da: Terry Louise Fisher e Steve Brown

### Trama
“Se Rhett Butler scaraventa Scarlett sul letto è romanticismo, ma se un povero diavolo fa la stessa cosa è uno stupro.”
Mary Beth prende a cuore il caso di Carole Mitchell, presentatasi al distretto per denunciare uno stupro. La donna sostiene di essere stata violentata nel suo appartamento da un uomo che aveva invitato a casa, dopo averlo conosciuto in un bar. Mary Beth però deve scontrarsi con i pregiudizi e le perplessità dei suoi colleghi, Chris compresa, che faticano a credere al racconto di Carole, considerata complice del suo presunto aggressore. Inoltre Samuels le fa presente che in tribunale non ci sono i presupposti per un'incriminazione e sarà molto dura provare la colpevolezza del sospetto stupratore, stante le circostanze specifiche del caso. Vittima di uno scherzo orchestrato da Samuels ai suoi danni (è uscito con un'avvenente ragazza, fatta passare per la nipote di La Guardia, salvo poi scoprire che trattasi di un travestito), Isbecki decide di vendicarsi del tenente.

## Una breve fuga
- Titolo originale: Burn out
- Diretto da: Don Weis
- Scritto da: Del Reisman e Chelsea Nickerson

### Trama
“Meno male che domani si va in ferie. E io ho tanto bisogno di riposo che non riesco a pensare ad altro.”
Mary Beth è sotto pressione e sull'orlo di una crisi di nervi. Desidera solo andare in vacanza per potersi riposare e ricaricare. Purtroppo Samuels ha bisogno di due agenti che vadano sotto copertura come suore in un ospedale dove si sono verificati diversi furti di stupefacenti. Mary Beth teme il suo tracollo fisico e psicologico e decide di allontanarsi per qualche ora da tutti, senza lasciare alcuna notizia. Harvey va in crisi e si sfoga con Samuels, Chris si sente in colpa per avere forse preteso troppo dalla collega. Sulla spiaggia, Mary Beth fa la conoscenza di Maggie, una donna con cui, dopo un impatto burrascoso, trova una spalla con cui confidarsi e confrontarsi.

## Uno scomodo ostaggio
- Titolo originale: Chop shop
- Diretto da: Bill Duke
- Scritto da: Kevin Rodney Sullivan

### Trama
“Chiudi un animale in un angolo e diventa un assassino. Finché non vedo Isbecki sano e salvo, considero la sua vita in pericolo!”
Nell'indagare, sotto copertura, su alcuni ladri di auto, Isbecki viene scoperto e sequestrato. Chris si sente in colpa, perché ha perso di vista il collega durante l'appostamento. Samuels concentra tutte le energie del distretto nella ricerca di Isbecki, ma deve fare a meno di Petrie, sotto inchiesta per aver ucciso, durante un inseguimento, un diciottenne di colore che aveva scippato una signora per strada. Petrie, visibilmente sotto stress per l'accaduto, vuole comunque dare il suo contributo e, affiancato da Lacey, si muove nel suo quartiere d'origine, Harlem, sfruttando le sue conoscenze per recuperare informazioni utili a ritrovare l'amico e collega.

## Immunità diplomatica
- Titolo originale: Let them eat pretzels
- Diretto da: Harry Harris
- Scritto da: Peter Lefcourt

### Trama
“Lo sa cosa mi fa rabbia, ispettore? Che nel paese di quell'uomo se qualcuno ruba un frutto gli tagliano la mano. Lui viene qui, investe un uomo, quasi lo uccide e noi non possiamo neanche toccarlo!”
Hassan Bin Moqtadi investe con la sua auto un uomo e poi fugge via senza soccorrerlo. Grazie alla testimonianza di un rivenditore di panini e hamburger che ha visto la targa dell'auto, Cagney e Lacey riescono con facilità a risalire al proprietario del veicolo. Scoprono così che Hassan è il figlio del ministro degli interni della Repubblica della Zamir, con cui gli Stati Uniti sono in avanzate trattative per rifornimenti di petrolio. L'ispettore capo Marquette suggerisce alle agenti la massima cautela, c'è di mezzo anche Washington e certi equilibri politici non vanno compromessi. Oltre tutto Hassan, intoccabile fino a che rimane all'interno della sua ambasciata dove la polizia non ha giurisdizione, rilascia ripetute interviste in cui si dichiara prigioniero politico. Mary Beth è alle prese con la suocera Muriel, ospite a casa sua per qualche settimana. Muriel, dopo la morte del marito, si sente svuotata ed inutile, ma Mary Beth le fa capire che, a 62 anni, oltre a occuparsi dei nipotini, ha ancora tante opportunità da poter sfruttare, anche sentimentali, che non deve lasciarsi sfuggire.

## Giustizia o vendetta
- Titolo originale: The gang's all here
- Diretto da: Christian I. Nyby II
- Scritto da: Lee Sheldon

### Trama
“Guarda se si vede qualcuno della polizia.”
Mentre sono in un locale a festeggiare la promozione di Petrie, gli agenti del 14º distretto subiscono una rapina, senza riuscire a far nulla per fermare i criminali. La notizia ha grande riscontro sulla stampa, il distretto rischia di diventare lo zimbello dell'intera città e per di più Samuels deve subire i sarcasmi di colleghi di altri distretti. La Guardia, sentendosi in colpa per non avere avuto una pronta ed efficace reazione quando è stato preso in ostaggio dal capo dei rapinatori, vorrebbe dare le dimissioni, ritenendosi ormai vecchio per la professione. Petrie è deluso perché nella rapina gli è stato rubato il prezioso anello di fidanzamento acquistato per la moglie, Cagney vive l'episodio come un affronto personale, Lacey teme che il desiderio di vendetta possa avere il sopravvento sul senso di giustizia.

## Un grido d'aiuto
- Titolo originale: A cry for help
- Diretto da: Barbara Peeters
- Scritto da: Terry Louise Fisher e Chris Abbott

### Trama
“Mio marito mi picchia.”
Mary Beth riceve la telefonata di una donna che la informa che il marito la picchia. Mary Beth la invita a denunciare l'uomo, ma la donna riattacca. Qualche giorno dopo però richiama e riferisce alla detective che ha acquistato una pistola ed ha intenzione di usarla contro il coniuge se osa ancora usare violenza su di lei. Quando Mary Beth le chiede nuovamente perché non lo denuncia, la donna le riferisce che il marito è un poliziotto. Dal registro delle armi vendute Samuels risale al sospettato, ex compagno di Mary Beth all'accademia. Cagney è impegnata ad indagare su una grossa truffa ai danni di alcune anziane signore. Il colpevole è un certo Ed Ruskin, ma la squadra antitruffa non riesce mai ad incastrarlo con le mani nel sacco.

## L'informatore
- Titolo originale: The informant
- Diretto da: Michael Vejar
- Scritto da: Lawrence Konner e Ronnie Wenker-Konner

### Trama
“Prima non ci volevi neanche lavorare e adesso mi diventi Mary Poppins!”
Per sgominare un giro di droga nelle scuole, Chris e Mary Beth devono affidarsi, loro malgrado, al giovane Matt Thompson, già più volte utilizzato dalla narcotici. Matt, un passato da tossico, precedenti per furti d'auto, rapine, detenzione di cocaina ed eroina, assicura di essere cambiato e vuole dimostrarlo fornendo il suo aiuto, per evitare che altri ragazzi facciano i suoi stessi errori. Dovrà infiltrarsi come studente in un liceo esclusivo per scoprire chi spaccia la “polvere degli angeli”. Chris e Mary Beth non nascondono le loro perplessità e l'atteggiamento di Matt nel corso delle indagini accresce i dubbi. Se però Mary Beth, pur da sempre critica verso l'utilizzo di delinquenti come informatori, ha un atteggiamento più comprensivo verso il ragazzo, Chris è furiosa. Harvey jr. è impegnato in una ricerca per la scuola sulla polizia e si presenta al distretto per intervistare i diversi colleghi della madre, tra cui anche il tenente Samuels.